# Sipihr
Sipihr (esfera celeste) fou el pseudònim de l'historiador persa Mirza Muhammad Taki (Kashan, ? - març del 1880). Va viure a Teheran i fou panegirista del xa Muhammad Xah Qajar (1834) i li va encarregar una història universal, que després el va encoratjar a continuar el xa Nàssir-ad-Din Xah Qajar, que el 1855 li va donar el títol de Lisan al-Mulk (llengua de l'estat). Va escriure una obra de poesia i l'esmentada història que va seguir el seu fill Abbas Kuli mentre ell es dedicava a la part de la història de la dinastia qajar que és la millor part de l'obra; va fins al 1857.